# Danh sách tác phẩm Mortal Kombat
Mortal Kombat là một loạt trò chơi điện tử ban đầu do Midway Games phát triển và sản xuất. Đây là một loạt trò chơi đối kháng và một số trò chơi phiêu lưu hành động đã ra mắt ở thị trường arcade Bắc Mỹ ngày 8 tháng 10 năm 1992, bắt đầu bằng việc phát hành Mortal Kombat do Ed Boon và John Tobias sáng tạo nên. Các tựa trò chơi Mortal Kombat đã phát hành trên nhiều máy chơi trò chơi điện tử gia đình, máy chơi trò chơi điện tử cầm tay và máy tính cá nhân, được coi là một trong những loạt trò chơi bán chạy nhất mọi thời đại với hơn 26 triệu bản bán ra. Trò chơi đã xuất hiện trên mọi máy chơi trò chơi điện tử được sản xuất kể từ khi ra mắt, bao gồm cả Sony và Microsoft, Sega kể từ Sega Genesis (cũng như Master System ở Châu Âu và Nam Mỹ), và Nintendo, trừ Wii U, kể từ Super NES.
Kể từ khi phát hành, nhiều trò chơi trong loạt đã phát hành lại trên nhiều hệ máy hoặc đưa vào như một phần của gói tải xuống. Các nhân vật cũng xuất hiện trong một số trò chơi khác. Loạt bao gồm 18 trò chơi có tên khác nhau, tám trong số đó thuộc thể loại đối kháng, ba thuộc thể loại phiêu lưu hành động và bảy trò chơi khác phát hành lại, nâng cấp và port. Cùng với hai bộ phim, một hoạt hình và một phim chuyển thể người đóng, hai cuốn sách và một vài cuốn truyện tranh cũng được sản xuất theo nhượng quyền thương mại. Bộ phim chuyển thể đầu tiên của loạt là một thành công lớn và thu về khoảng 70 triệu đô la tại Mỹ và ước tính khoảng 122 triệu đô la trên toàn thế giới.

## Trò chơi điện tử

### Dòng chính
| Tiêu đề | Chi tiết |
| --- | --- |
| Mortal Kombat Ngày phát hành đầu tiên: - NA: Ngày8 tháng 10 năm 1992                                                                                   | Năm phát hành của hệ thống : 1992 – Trò chơi arcade 1993 – Game Boy, Game Gear, Genesis, Master System, Super NES 1994 – Amiga, Máy tính cá nhân, Sega CD 2004 – Mobile phone, PlayStation 2, Xbox 2006 – Máy tính cá nhân |
| Mortal Kombat Ngày phát hành đầu tiên: - NA: Ngày8 tháng 10 năm 1992                                                                                   | Chú thích: - Trò chơi không chỉ phát hành riêng trên PlayStation 2 và Xbox nhưng đúng hơn là nó phát hành vào như một phần phiên bản Limited Edition của Mortal Kombat: Deception. Trò chơi cũng được phát hành năm 2006 như một phần của Midway Arcade Treasures Deluxe Edition. |
| Mortal Kombat II Ngày phát hành đầu tiên: - NA: 1993                                                                                                   | Năm phát hành của hệ thống : 1993 – Trò chơi arcade 1994 – Amiga, Game Boy, Máy tính cá nhân, 32X, Game Gear, Genesis, Master System, Super NES 1996 – PlayStation, Sega Saturn 2004 – Nintendo GameCube, PlayStation 2, Xbox 2005 – PlayStation 2, PlayStation Portable, Xbox 2006 – Máy tính cá nhân 2007 – PlayStation 3 (PlayStation Network) |
| Mortal Kombat II Ngày phát hành đầu tiên: - NA: 1993                                                                                                   | Chú thích: - Trò chơi không chỉ phát hành riêng trên Nintendo GameCube, PlayStation, và Xbox 2004 mà còn có trong bản tổng hợp Midway Arcade Treasures 2 và sau này phát hành như một phần của Midway Arcade Treasures: Extended Play cho PlayStation Portable và Midway Arcade Treasures Deluxe Edition cho PC. - Trò chơi không phát hành cụ thể trên PlayStation 2 vàXbox vào năm 2005 nhưng thay vào đó, trò chơi có thể chơi được trong Mortal Kombat: Shaolin Monks bằng mã ăn gian hoặc bằng cách thực hiện một số nhiệm vụ ẩn. |
| Mortal Kombat 3 Ngày phát hành đầu tiên: - NA: 1995 | Năm phát hành của hệ thống : 1995 – Trò chơi arcade, Game Boy, PlayStation, Genesis, Super NES 1996 – Máy tính cá nhân, Game Gear, Master System 2004 – Nintendo GameCube, PlayStation 2, Xbox 2005 – PlayStation Portable 2006 – Máy tính cá nhân |
| Mortal Kombat 3 Ngày phát hành đầu tiên: - NA: 1995 | Chú thích: - Trò chơi không phát hành cụ thể trên Nintendo GameCube, PlayStation 2 và Xbox vào năm 2004 nhưng thay vào đó đã được đưa vàoMidway Arcade Treasures 2 tổng hợp và sau đó được phát hành lại như một phần của Midway Arcade Treasures: Extended Play dành cho PlayStation Portable và Midway Arcade Treasures Deluxe Edition dành cho PC. |
| Mortal Kombat Mythologies: Sub-Zero Ngày phát hành đầu tiên: - NA: ngày 1 tháng 10 năm 1997 - EU: Tháng 12 năm 1997                                    | Năm phát hành của hệ thống : 1997 – Nintendo 64, PlayStation |
| Mortal Kombat Mythologies: Sub-Zero Ngày phát hành đầu tiên: - NA: ngày 1 tháng 10 năm 1997 - EU: Tháng 12 năm 1997                                    | Chú thích: - Một trò chơi phiêu lưu hành động và là trò chơi đầu tiên không phải chiến đấu Mortal Kombat. |
| Mortal Kombat 4 Ngày phát hành đầu tiên: - NA: 1997 | Năm phát hành của hệ thống : 1997 – Trò chơi arcade 1998 – Nintendo 64, Máy tính cá nhân, PlayStation 1999 – Game Boy Color |
| Mortal Kombat 4 Ngày phát hành đầu tiên: - NA: 1997 | Chú thích: - Trò chơi arcade Mortal Kombat phát hành lần cuối |
| Mortal Kombat: Special Forces Ngày phát hành đầu tiên: - NA: 30 tháng 7 năm 2000 - EU: 29 tháng 9 năm 2000                                             | Năm phát hành của hệ thống : 2000 – PlayStation |
| Mortal Kombat: Special Forces Ngày phát hành đầu tiên: - NA: 30 tháng 7 năm 2000 - EU: 29 tháng 9 năm 2000                                             | Chú thích: - Một trò chơi phiêu lưu hành động. |
| Mortal Kombat Advance Ngày phát hành đầu tiên: - NA: Ngày 12 tháng 12 năm 2001 - EU: ngày 1 tháng 3 năm 2002                                           | Năm phát hành của hệ thống : 2001 – Game Boy Advance |
| Mortal Kombat Advance Ngày phát hành đầu tiên: - NA: Ngày 12 tháng 12 năm 2001 - EU: ngày 1 tháng 3 năm 2002                                           | Chú thích: - Mortal Kombat Advance là phiên bản Game Boy Advance của Ultimate Mortal Kombat 3 |
| Mortal Kombat: Deadly Alliance Ngày phát hành đầu tiên: - NA: Ngày 20 tháng 11 năm 2002 - EU: 14 tháng 2 năm 2003                                      | Năm phát hành của hệ thống : 2002 – Game Boy Advance, Nintendo GameCube, PlayStation 2, Xbox |
| Mortal Kombat: Deadly Alliance Ngày phát hành đầu tiên: - NA: Ngày 20 tháng 11 năm 2002 - EU: 14 tháng 2 năm 2003                                      | Chú thích: - Bản chuyển Game Boy Advance thứ hai có tên Mortal Kombat: Tournament Edition phát hành bắt đầu từ ngày 25 tháng 8 năm 2003. |
| Mortal Kombat: Tournament Edition Ngày phát hành đầu tiên: - EU: Ngày 25 tháng 8 năm 2003 - NA: 27 tháng 8 năm 2003                                    | Năm phát hành của hệ thống : 2003 – Game Boy Advance |
| Mortal Kombat: Tournament Edition Ngày phát hành đầu tiên: - EU: Ngày 25 tháng 8 năm 2003 - NA: 27 tháng 8 năm 2003                                    | Chú thích: - Mortal Kombat: Tournament Edition là phiên bản GBA thứ hai của Mortal Kombat: Deadly Alliance. |
| Mortal Kombat: Deception Ngày phát hành đầu tiên: - NA: 4 tháng 10, 2004 - EU: 19 tháng 11, 2004                                                       | Năm phát hành của hệ thống : 2004 – PlayStation 2, Xbox 2005 – Nintendo GameCube |
| Mortal Kombat: Deception Ngày phát hành đầu tiên: - NA: 4 tháng 10, 2004 - EU: 19 tháng 11, 2004                                                       | Chú thích: - Được đổi tên thành Mortal Kombat: Mystification ở Pháp do vấn đề dịch thuật. - Trò chơi phát hành với hai phiên bản giới hạn, một phiên bản cho mỗi hệ máy. Phiên bản PlayStation 2 được phát hành với "Premium Edition" và phiên bản Xbox phát hành với "Kollector's Edition". Mỗi phiên bản giới hạn đều chứa trò chơi Mortal Kombat ban đầu trong số các vật phẩm giới hạn khác. |
| Mortal Kombat: Shaolin Monks Ngày phát hành đầu tiên: - NA: ngày 16 tháng 9 năm 2005 - EU: ngày 30 tháng 9 năm 2005                                    | Năm phát hành của hệ thống : 2005 – PlayStation 2, Xbox |
| Mortal Kombat: Shaolin Monks Ngày phát hành đầu tiên: - NA: ngày 16 tháng 9 năm 2005 - EU: ngày 30 tháng 9 năm 2005                                    | Chú thích: - Một bản arcade của Mortal Kombat II có thể được mở khóa trong trò chơi thông qua việc hoàn thành các nhiệm vụ ẩn hoặc bằng mã gian lận. |
| Mortal Kombat: Armageddon Ngày phát hành đầu tiên: - NA: Ngày 9 tháng 10 năm 2006 - AU: 26 tháng 10 năm 2006 - EU: 27 tháng 10 năm 2006                | Năm phát hành của hệ thống : 2006 – PlayStation 2, Xbox 2007 – Wii |
| Mortal Kombat: Armageddon Ngày phát hành đầu tiên: - NA: Ngày 9 tháng 10 năm 2006 - AU: 26 tháng 10 năm 2006 - EU: 27 tháng 10 năm 2006                | Chú thích: - Phiên bản PlayStation 2 của trò chơi có "Phiên bản cao cấp" giới hạn với hộp có bốn mặt trước độc đáo, phiên bản có thể chơi được của Ultimate Mortal Kombat 3 ban đầu và một số tính năng bổ sung khác. |
| Mortal Kombat: Unchained Ngày phát hành đầu tiên: - AU: Ngày 9 tháng 11 năm 2006 - NA: 15 tháng 11 năm 2006 - EU: 24 tháng 11 năm 2006                 | Năm phát hành của hệ thống : 2006 – PlayStation Portable |
| Mortal Kombat: Unchained Ngày phát hành đầu tiên: - AU: Ngày 9 tháng 11 năm 2006 - NA: 15 tháng 11 năm 2006 - EU: 24 tháng 11 năm 2006                 | Chú thích: - Mortal Kombat: Unchained là phiên bản PSP của Mortal Kombat: Deception. |
| Ultimate Mortal Kombat Ngày phát hành đầu tiên: - NA: Ngày 12 tháng 11 năm 2007 - EU: Ngày 7 tháng 12 năm 2007 - AU: Ngày 13 tháng 12 năm 2007         | Năm phát hành của hệ thống : 2007 – Nintendo DS |
| Ultimate Mortal Kombat Ngày phát hành đầu tiên: - NA: Ngày 12 tháng 11 năm 2007 - EU: Ngày 7 tháng 12 năm 2007 - AU: Ngày 13 tháng 12 năm 2007         | Chú thích: - Ultimate Mortal Kombat là bản tái phát hành Ultimate Mortal Kombat 3 trên Nintendo DS với các tính năng bổ sung. |
| Mortal Kombat vs. DC Universe Ngày phát hành đầu tiên: - NA: Ngày 10 tháng 11 năm 2008 - EU: Ngày 21 tháng 11 năm 2008 - AU: Ngày 21 tháng 11 năm 2008 | Năm phát hành của hệ thống : 2008 – PlayStation 3, Xbox 360 |
| Mortal Kombat vs. DC Universe Ngày phát hành đầu tiên: - NA: Ngày 10 tháng 11 năm 2008 - EU: Ngày 21 tháng 11 năm 2008 - AU: Ngày 21 tháng 11 năm 2008 | Chú thích: - Một trò chơi chéo với các nhân vật Mortal Kombat và DC Comics. |
| Mortal Kombat Ngày phát hành đầu tiên: - NA: Ngày 19 tháng 4 năm 2011                                                                                  | Năm phát hành của hệ thống : 2011 – PlayStation 3, Xbox 360 2012 – Playstation Vita 2013 – Máy tính cá nhân |
| Mortal Kombat Ngày phát hành đầu tiên: - NA: Ngày 19 tháng 4 năm 2011                                                                                  | Chú thích: - Trò chơi đầu tiên trong loạt Mortal Kombat không được phát triển và sản xuất bởi Midway Games. - Được phát triển bởi NetherRealm Studios, tiền thân là Midway Studios - Chicago. |
| Mortal Kombat X Ngày phát hành đầu tiên: - NA: Ngày 14 tháng 4 năm 2015                                                                                | Năm phát hành của hệ thống : 2015 – Máy tính cá nhân, PlayStation 4, Xbox One, iOS, Android |
| Mortal Kombat X Ngày phát hành đầu tiên: - NA: Ngày 14 tháng 4 năm 2015                                                                                | Chú thích: - Được phát triển bởi NetherRealm Studios. |
| Mortal Kombat 11 Ngày phát hành đầu tiên: - NA: Ngày 23 tháng 4, 2019                                                                                  | Năm phát hành của hệ thống : 2019 – Máy tính cá nhân, PlayStation 4, Xbox One, Nintendo Switch |
| Mortal Kombat 11 Ngày phát hành đầu tiên: - NA: Ngày 23 tháng 4, 2019                                                                                  | Chú thích: - Được phát triển bởi NetherRealm Studios. |

### Phiên bản nâng cấp
| Tiêu đề                                                                                               | Chi tiết |
| --- | --- |
| Ultimate Mortal Kombat 3 Ngày phát hành đầu tiên: - NA: 1995                                          | Năm phát hành của hệ thống : 1995 – Trò chơi arcade 1996 – Super NES, Genesis, Sega Saturn 2006 – Xbox 360 (Xbox Live Arcade)                                                                                              |
| Ultimate Mortal Kombat 3 Ngày phát hành đầu tiên: - NA: 1995                                          | Chú thích: - Mortal Kombat Advance, một bản chuyển thể cho Game Boy Advance, phát hành vào năm 2001. - Ultimate Mortal Kombat, một bản chuyển thể cho Nintendo DS, với một số tính năng bổ sung đã phát hành vào năm 2007. |
| Mortal Kombat Trilogy Ngày phát hành đầu tiên: - NA: 1996                                             | Năm phát hành của hệ thống : 1996 – Nintendo 64, PlayStation 1997 – Máy tính cá nhân, Sega Saturn 1998 – Game.com |
| Mortal Kombat Trilogy Ngày phát hành đầu tiên: - NA: 1996                                             | |
| Mortal Kombat Gold Ngày phát hành đầu tiên: - NA: ngày 31 tháng 8 năm 1999                            | Năm phát hành của hệ thống : 1999 – Dreamcast |
| Mortal Kombat Gold Ngày phát hành đầu tiên: - NA: ngày 31 tháng 8 năm 1999                            | Chú thích: - Phiên bản nâng cấp của Mortal Kombat 4. |
| Mortal Kombat: Komplete Edition Ngày phát hành đầu tiên: - NA: Ngày 31 tháng 8 năm 2011               | Năm phát hành của hệ thống : 2011 – PlayStation 3, Windows, Xbox 360 |
| Mortal Kombat: Komplete Edition Ngày phát hành đầu tiên: - NA: Ngày 31 tháng 8 năm 2011               | Chú thích: - Trò chơi Mortal Kombat 2011, bao gồm tất cả DLC và các bản có thể mở khóa. |
| Mortal Kombat XL Ngày phát hành đầu tiên: - NA: ngày 1 tháng 3 năm 2016 - EU: Ngày 4 tháng 3 năm 2016 | Năm phát hành của hệ thống : 2016 – PlayStation 4, Windows, Xbox One |
| Mortal Kombat XL Ngày phát hành đầu tiên: - NA: ngày 1 tháng 3 năm 2016 - EU: Ngày 4 tháng 3 năm 2016 | Chú thích: - Bao gồm tất cả DLC phát hành cho Mortal Kombat X. |

### Tổng hợp và gói
| Tiêu đề | Chi tiết |
| --- | --- |
| Mortal Kombat & Mortal Kombat II Ngày phát hành đầu tiên: - NA: 10 tháng 9 năm 1998                                                                   | Năm phát hành của hệ thống : 1998 – Game Boy, Máy tính cá nhân                                                                |
| Mortal Kombat & Mortal Kombat II Ngày phát hành đầu tiên: - NA: 10 tháng 9 năm 1998                                                                   | Chú thích: - Tổng hợp Mortal Kombat và Mortal Kombat II.                                                                      |
| Mortal Kombat Kollection Ngày phát hành đầu tiên: - NA: Ngày 30 tháng 9 năm 2008                                                                      | Năm phát hành của hệ thống : 2008 – PlayStation 2                                                                             |
| Mortal Kombat Kollection Ngày phát hành đầu tiên: - NA: Ngày 30 tháng 9 năm 2008                                                                      | Chú thích: - Một gói Mortal Kombat: Deception, Mortal Kombat: Shaolin Monks và Mortal Kombat: Armageddon.                     |
| Mortal Kombat Arcade Kollection Ngày phát hành đầu tiên: - NA: Ngày 31 tháng 8 năm 2011 - EU: Ngày 31 tháng 8 năm 2011 - AU: Ngày 31 tháng 8 năm 2011 | Năm phát hành của hệ thống : 2011 – PlayStation 3 (PlayStation Network), Xbox 360 (Xbox Live Arcade) 2012 – Microsoft Windows |
| Mortal Kombat Arcade Kollection Ngày phát hành đầu tiên: - NA: Ngày 31 tháng 8 năm 2011 - EU: Ngày 31 tháng 8 năm 2011 - AU: Ngày 31 tháng 8 năm 2011 | Chú thích: - Tổng hợp Mortal Kombat, Mortal Kombat II và Ultimate Mortal Kombat 3 (1995) với cách chơi trực tuyến.            |

## TV và phim
| Tiêu đề                                                           | Chi tiết |
| ----------------------------------------------------------------- | --- |
| Mortal Kombat: The Journey Begins 1995 –Phim hoạt hình            | Chú thích: - Phim hoạt hình do Threshold Entertainment phát hành như một phần liên kết với phim Mortal Kombat |
| Mortal Kombat 1995 –Người đóng phim                               | Chú thích: - Phim truyện dựa trên loạt trò chơi điện tử. - Đạo diễn Paul W. S. Anderson. |
| Mortal Kombat: Defenders of the Realm 1996 –Phim hoạt hình        | Chú thích: - Còn được gọi là Mortal Kombat: The Animated Series. - Phim hoạt hình dài tập dựa trên loạt trò chơi điện tử. - Tổng cộng 13 tập được chiếu từ tháng 9 đến tháng 12 năm 1996. - Sản xuất bởi Threshold Entertainment.                                                |
| Mortal Kombat: Annihilation 1997 –phim người đóng                 | Chú thích: - Phim thứ hai dựa trên loạt trò chơi điện tử. - Đạo diễn John R. Leonetti. |
| Mortal Kombat: Conquest 1998 –Phim truyền hình dài tập người đóng | Chú thích: - Phim truyền hình chuyển thể dựa trên loạt trò chơi điện tử. - Tổng số 22 tập phát sóng từ năm 1998 đến năm 1999. - Threshold Entertainment kết hợp với New Line Television sản xuất . - Được Warner Bros. Television Distribution xuất bản và sau đó được TNT chọn. |
| Mortal Kombat: Rebirth 2010 –phim ngắn người đóng                 | Chú thích: - Phim ngắn hành động trực tiếp được tạo như một pitch cho Warner Bros. làm một bộ phim Mortal Kombat được mô phỏng lại. - Đạo diễn Kevin Tancharoen. |
| Mortal Kombat: Legacy 2011 –web series người đóng                 | Chú thích: - Loạt phim chuyển thể được tạo sau Mortal Kombat: Rebirth pitch cho Warner Bros. - Kevin Tancharoen đạo diễn. |
| Mortal Kombat Legends: Scorpion's Revenge 2020 –Phim hoạt hình    | Chú thích: - Phim hoạt hình của Warner Bros. Animation. |
| Mortal Kombat 2021 –phim người đóng                               | Chú thích: - Phim sắp ra mắt của đạo diễn Simon McQuoid. |

## Ấn phẩm truyền thông

### Sách
| Tựa                         | Tựa                         | Ngày phát hành | Tác giả                     | Nhà xuất bản | Trang | ISBN               |  |
| --------------------------- | --------------------------- | -------------- | --------------------------- | ------------ | ----- | ------------------ |  |
|                             |                             |                |                             |              |       |                    |  |
| Mortal Kombat               | Mortal Kombat               | 1995           | Kevin Droney, Martin Delrio | Tor Books    | 216   | ISBN 0-8125-4452-8 |  |
|                             |                             |                |                             |              |       |                    |  |
| Mortal Kombat: Annihilation | Mortal Kombat: Annihilation | 1998           | Jerome Preisler             | Torkids      | 95    | ISBN 0-7806-2205-7 |  |
|                             |                             |                |                             |              |       |                    |  |

### Truyện tranh
| Ấn phẩm | Tựa                                      | Tựa                                      | Ngày phát hành | Nhà xuất bản  |
| --- | ---------------------------------------- | ---------------------------------------- | -------------- | ------------- |
| |                                          |                                          |                |               |
| 1 | Mortal Kombat Collector's Edition        | Mortal Kombat Collector's Edition        | 1992           | Midway        |
| |                                          |                                          |                |               |
| 1 | Mortal Kombat II Collector's Edition     | Mortal Kombat II Collector's Edition     | 1993           | Midway        |
| |                                          |                                          |                |               |
| 6 | Mortal Kombat: Blood & Thunder           | Mortal Kombat: Blood & Thunder           | 1994           | Malibu Comics |
| Notes: 1. A Slow Boat to China 2. Test Your Might 3. The Art of War 4. Kombat Zones 5. Tao 6. Mortal Mayhem                                                                                   |                                          |                                          |                |               |
| 3 | Mortal Kombat: Goro, Prince of Pain      | Mortal Kombat: Goro, Prince of Pain      | 1994           | Malibu Comics |
| Notes: 1. Stranger in a Strange Land 2. Down and Out in Outworld 3. Armed and Dangerous |                                          |                                          |                |               |
| 1 | Mortal Kombat: Tournament Edition        | Mortal Kombat: Tournament Edition        | 1994           | Malibu Comics |
| Notes: 1. With Friends Like These... |                                          |                                          |                |               |
| 6 | Mortal Kombat: Battlewave                | Mortal Kombat: Battlewave                | 1995           | Malibu Comics |
| Notes: 1. Where The Wild Things Are! 2. A Fighting Chance 3. No Guts, No Glory 4. Days Of Thunder, Nights Of Pain 5. The Killing Fields and The Gift 6. Death Moves and Every Dog Has Its Day |                                          |                                          |                |               |
| 2 | Mortal Kombat: U.S. Special Forces       | Mortal Kombat: U.S. Special Forces       | 1995           | Malibu Comics |
| Notes: 1. Secret Treasures & Kano in 'Break Out' 2. Secret Treasures Part 2 |                                          |                                          |                |               |
| 3 | Mortal Kombat: Rayden and Kano           | Mortal Kombat: Rayden and Kano           | 1995           | Malibu Comics |
| Notes: 1. Eye of the Storm 2. The Evil That Men Do 3. When Part the Heavens... |                                          |                                          |                |               |
| 1 | Mortal Kombat: Tournament Edition II     | Mortal Kombat: Tournament Edition II     | 1995           | Malibu Comics |
| Notes: 1. A Cold Day in Hell |                                          |                                          |                |               |
| 1 | Mortal Kombat: Baraka                    | Mortal Kombat: Baraka                    | 1995           | Malibu Comics |
| Notes: 1. Babality |                                          |                                          |                |               |
| 1 | Mortal Kombat: Kung Lao                  | Mortal Kombat: Kung Lao                  | 1995           | Malibu Comics |
| Notes: 1. Rising Son |                                          |                                          |                |               |
| 1 | Mortal Kombat: Kitana and Mileena        | Mortal Kombat: Kitana and Mileena        | 1995           | Malibu Comics |
| Notes: 1. Sister Act |                                          |                                          |                |               |
| 1 | Mortal Kombat 4 Limited Edition          | Mortal Kombat 4 Limited Edition          | 1997           | Midway        |
| |                                          |                                          |                |               |
| 1 | Mortal Kombat VS DC Universe: Beginnings | Mortal Kombat VS DC Universe: Beginnings | 2008           | DC Comics     |
| |                                          |                                          |                |               |
| 36 | Mortal Kombat X: Blood Ties              | Mortal Kombat X: Blood Ties              | 2015           | DC Comics     |
| |                                          |                                          |                |               |

## Nhạc
| Tựa                                                              | Tựa                                                              | Ngày phát hành            | Độ dài | Nhãn             |
| ---------------------------------------------------------------- | ---------------------------------------------------------------- | ------------------------- | ------ | ---------------- |
|                                                                  |                                                                  |                           |        |                  |
| Mortal Kombat II: Music from the Trò chơi arcade Soundtrack      | Mortal Kombat II: Music from the Trò chơi arcade Soundtrack      | 1993                      | 38:44  | Midway           |
|                                                                  |                                                                  |                           |        |                  |
| Mortal Kombat: The Album                                         | Mortal Kombat: The Album                                         | ngày 31 tháng 5 năm 1994  | 38:27  | Virgin Records   |
|                                                                  |                                                                  |                           |        |                  |
| Mortal Kombat: Original Motion Picture Soundtrack                | Mortal Kombat: Original Motion Picture Soundtrack                | ngày 15 tháng 8 năm 1995  | 68:28  | TVT Records      |
|                                                                  |                                                                  |                           |        |                  |
| Mortal Kombat: Original Motion Picture Score                     | Mortal Kombat: Original Motion Picture Score                     | ngày 11 tháng 10 năm 1995 | 42:01  | Rykodisc         |
|                                                                  |                                                                  |                           |        |                  |
| Mortal Kombat: More Kombat                                       | Mortal Kombat: More Kombat                                       | ngày 5 tháng 11 năm 1996  | 67:10  | TVT Records      |
|                                                                  |                                                                  |                           |        |                  |
| Mortal Kombat: Annihilation – Original Motion Picture Soundtrack | Mortal Kombat: Annihilation – Original Motion Picture Soundtrack | ngày 28 tháng 10 năm 1997 | 79:11  | TVT Records      |
|                                                                  |                                                                  |                           |        |                  |
| Mortal Kombat Musik: MK3 & MK4 Arcade Video Game Soundtrack      | Mortal Kombat Musik: MK3 & MK4 Arcade Video Game Soundtrack      | 1997                      | 66:52  | Midway           |
|                                                                  |                                                                  |                           |        |                  |
| Mortal Kombat: Songs Inspired By The Warriors                    | Mortal Kombat: Songs Inspired By The Warriors                    | ngày 5 tháng 4 năm 2011   | 55:25  | Watertower Music |
|                                                                  |                                                                  |                           |        |                  |

## Tác phẩm khác
| Tiêu đề                                             | Chi tiết |
| --------------------------------------------------- | --- |
| Mortal Kombat Kard Game 1995 –Collectible card game | Chú thích: - Trò chơi sưu tầm thẻ bài do BradyGames phát hành.                                                                |
| Epic Battles 2005 –Collectible card game            | Chú thích: - Trò chơi thẻ bài sưu tầm do Score Entertainment phát hành, có Mortal Kombat và các loạt trò chơi đối kháng khác. |